# Katharine Pyle
Katharine Pyle (ur. 22 listopada 1863 w Wilmington w stanie Delaware, zm. 19 lutego 1938) – amerykańska pisarka, poetka i ilustratorka książkowa, znana przede wszystkim jako autorka opowiadań dla dzieci. W ciągu swojej kariery napisała ponad 30 książek.  
Pochodziła z rodziny o tradycjach kwakierskich. Jej rodzicami byli William Pyle i Margaret Churchman Painter Pyle. Miała troje starszego  rodzeństwa. Jej brat Howard (1853-1911) też był prozaikiem i malarzem. Uczyła się w Wilmington's Misses Hebb's School. Kiedy miała 16 lat zadebiutowała w Atlantic Monthly wierszem The Piping Shepherd. 
W 1898 osiągnęła sukces napisaną i zarazem narysowaną opowieścią The Counterpane Fairy, która cieszyła się niesłabnącą popularnością przez kolejne 40 lat. Wspólnie z bratem Howardem Pyle'em stworzyła zbiór 24 opowiadań, zatytułowany The Wonder Clock. Mieszkała w Wilmington, Bostonie i Nowym Jorku. Zmarła 19 lutego 1938 w swojej rezydencji w Wilmington.